# Natalia Afremova
Natalia Afremova, née le 14 novembre 1998 à Penza, est une coureuse cycliste russe, spécialiste du BMX.

## Biographie
Natalia Afremova a commencé le sport en suivant des cours de gymnastique rythmique jusqu'en 2007 où son frère est allé aux entraînements de course de BMX. Elle a essayé de s'entraîner au BMX avec lui et a pris goût à ce sport mais il a fallu choisir entre la course de BMX ou la gymnastique rythmique, deux sports qui ne sont pas compatibles. Difficilement en 2007, Natalia délaissa son premier sport de prédilection pour son nouveau coup de cœur le BMX.

## Palmarès en BMX

### Championnats du monde
- Heusden-Zolder 2015
  -  Médaillée de bronze en contre-la-montre juniors
- Bakou 2018
  - 4e du championnat du monde

### Coupe du monde
- 2018 : 5e du classement général, deux podiums
- 2019 : 4e du classement général, trois podiums
- 2020 : 14e du classement général
- 2021 : 4e du classement général, trois podiums

### Championnats d'Europe
- Vérone 2016
  -  Médaillée d'argent en BMX juniors
- Glasgow 2018
  - 5e du championnat d'Europe

### Coupe d'Europe
- 2017 : 9e du classement général, vainqueur de 1 manche
- 2018 : 5e du classement général
- 2019 : 6e du classement général